# Koratjtjärnen
Koratjtjärnen är en sjö i Jokkmokks kommun i Lappland och ingår i Luleälvens huvudavrinningsområde. Sjön har en area på 0,0679 kvadratkilometer och ligger 222,1 meter över havet. Koratjtjärnen ligger i Görjeån Natura 2000-område.

## Delavrinningsområde
Koratjtjärnen ingår i det delavrinningsområde (736423-171700) som SMHI kallar för Mynnar i Görjeån. Medelhöjden är 226 meter över havet och ytan är 28,25 kvadratkilometer. Det finns inga avrinningsområden uppströms utan avrinningsområdet är högsta punkten. Kvarnbäcken som avvattnar avrinningsområdet har biflödesordning 3, vilket innebär att vattnet flödar genom totalt 3 vattendrag innan det når havet efter 126 kilometer. Avrinningsområdet består mestadels av skog (71 procent) och sankmarker (21 procent). Avrinningsområdet har 0,19 kvadratkilometer vattenytor vilket ger det en sjöprocent på 0,7 procent.